# یونی مدینا
یونی مدینا (انگلیسی: Unai Medina؛ زادهٔ ۱۶ فوریهٔ ۱۹۹۰) بازیکن فوتبال اهل اسپانیا است.
از باشگاه‌هایی که در آن بازی کرده‌است می‌توان به باشگاه فوتبال دپورتیوو آلاوس، باشگاه فوتبال راسینگ سانتاندر، باشگاه فوتبال نومانسیا، باشگاه فوتبال اسپورتینگ خیخون، و باشگاه فوتبال اتلتیک بیلبائو بی اشاره کرد.